# Vic Seipke
Vic Seipke (født 23. april 1932, død 20. august 2023) var en amerikansk bodybuilder. Højde 178 cm.
Vic Seipke konkurrerede om diverse titler (foruden de nedenfor anførte) fra 1951 til 1977. Hans enestående fysik holdt sig endnu da han var 45. Med sit kønne ansigt og sin store legemsskønhed var han desuden efterspurgt som nøgenmodel af ansete amerikanske fotografer som Douglas of Detroit.

## Titler
- Mr. Michigan, 1951
- Junior Mr. America, 1955
- Mr. America-Masters, 1976

## Ekstern henvisning
- Vic Seipke (nøgenstudie; Douglas of Detroit, ca. 1955) Arkiveret 16. marts 2005 hos  Wayback Machine